# 슈고다이
슈고다이(일본어: 守護代)는 가마쿠라 시대와 무로마치 시대의 지방관이다. 수호대는 수호가 자신이 통치하는 율령국으로부터 멀리 떨어져있어 권력을 행사할 수 없을 때, 수호의 대리인으로서 임명되었다. 중앙 정부로부터 임명되는 수호와 달리, 수호대는 지방 영주들에 의해 임명되었다.
센고쿠 시대가 시작될 무렵에 수호들은 대부분 자신들의 힘을 강화하였고, 이는 수호대와의 실질적인 차이를 발생시켰다. 그러나 어떤 수호대들은 수호의 힘이 약화한 틈을 타 그 국의 실질적인 통치자가 되었다.
수호대가 사실상의 다이묘가 된 전형적인 예로는 이즈모의 아마고씨, 에치고의 나가오씨 등이 있다.